# Menheperré (herceg)
Menheperré ókori egyiptomi herceg a XVIII. dinasztia idején; III. Thotmesz és Meritré-Hatsepszut fia.
Neve megegyezik apja uralkodói nevével, jelentése: „Ré megnyilvánulásai örökkévalóak”. Menheperré Thotmesz és Meritré hat ismert közös gyermekének egyike, testvérei II. Amenhotep fáraó, valamint Nebetjunet, Meritamon, a másik Meritamon és Iszet hercegnők. Több testvérével együtt ábrázolják nagyanyjuk, Hui egy szobrán, mely ma a British Museumban található. A Királynék völgyében előkerült kanópuszedény-darabok közül lehet, hogy az övé volt valamelyik.